# Sebastian Lentz
Sebastian Lentz (* 1957 in Trier) ist ein deutscher Geograph und Professor an der Universität Leipzig. 

## Leben
Sebastian Lentz studierte 1976 bis 1984 an den Universitäten Heidelberg und Mannheim Geologie, Geographie, Germanistik und Pädagogik und promovierte 1988 zum Thema „Agrargeographie der bündnerischen Südtäler Val Müstair und Val Poschiavo“. 1995 bis 1999 lehrte Sebastian Lentz als Gastdozent an der Lomonossow-Universität Moskau.
1999 habilitierte er sich zum Thema „Wohnsegregation im postsozialistischen Moskau – Transformationsphänomen oder sowjetisches Erbe?“. Seit 2001 vertrat Lentz die Professur für Anthropogeographie an der Universität Erfurt und wurde 2002 dort zum ordentlichen Professor ernannt.
Innerhalb der Sozialgeographie hat er sich auf die Räume Europa, Osteuropa, das Gebiet der ehemaligen Sowjetunion und Zentralasien spezialisiert.
Von 1. April 2003 bis 31. März 2024 war er Professor für Regionale Geographie an der Universität Leipzig und zugleich Direktor und Vorstand des in Leipzig ansässigen Leibniz-Instituts für Länderkunde. 2004 wurde er als ordentliches Mitglied in die Sächsische Akademie der Wissenschaften aufgenommen.

## Werke
- Brade, Isolde/Lentz, Sebastian (2006): Vladivostok – vom Beherrscher des Ostens zum Tor des Ostens. In: Geographische Rundschau 58, H. 9, S. 46–53.
- Großer, Konrad/Lentz, Sebastian (2006): Mobilität im Lebenslauf – Migration Hochqualifizierter. In: Nationalatlas Bundesrepublik Deutschland, Bd. 12: Leben in Deutschland. München, S. 60–63.
- Lentz, Sebastian (2006): Geowissenschaftliche Karten- und Kartenwerke oder Fachinformationssysteme – eine Analyse anhand des Nationalatlas Bundesrepublik Deutschland. In: Kulke, Elmar/Monheim, Heiner/Wittmann, Peter (Hrsg.): GrenzWerte. Tagungsbericht und wissenschaftliche Abhandlungen 55. Deutscher Geographentag Trier 2005. Berlin, Leipzig, Trier, S. 405–414.
- Lentz, Sebastian (2005): More gates, less community? Guarded housing in Russia. In: Glasze, Georg, Webster, Chris and Klaus Frantz (eds.): Private Cities. Global and Local Perspectives. (Routledge Studies in Human Geography 13). S. 206–221; London, New York.
- Lentz, Sebastian (1990): Agrargeographie der bündnerischen Südtäler Val Müstair und Val Poschiavo.   Mannheimer Geographische Arbeiten, H. 28, Mannheim (Dissertation).